# Ichneumon zoologicus
Ichneumon zoologicus är en stekelart som beskrevs av Friedrich Wilhelm Hilpert 1992. Ichneumon zoologicus ingår i släktet Ichneumon och familjen brokparasitsteklar. Inga underarter finns listade i Catalogue of Life.